# کولمان اسکات
کولمان اسکات (به انگلیسی: Coleman Scott) (زادهٔ ۱۹ آوریل ۱۹۸۶) یک کشتی‌گیر اهل آمریکا است. او توانست در بازی‌های المپیک تابستانی ۲۰۱۲ در وزن ۶۰ کیولگرم مردان مدال برنز را کسب کند.